# Joan Beaufort
Joan Beaufort (ca.1404 - 15 juli 1445) was koningin van Schotland van 1424 tot 1437 als vrouw van koning Jacobus I van Schotland. Gedurende de periode van minderjarigheid van haar zoon Jacobus II (1437-39), was ze regent voor hem in Schotland.

## Levensloop
Ze was een dochter van John Beaufort, 1ste baron van Somerset en Margaretha Holland, een half-nicht van koning Hendrik IV van Engeland. Joan (of Johanna) werd vernoemd naar haar tante Joan Beaufort, Gravin van Westmorland. Jacobus I van Schotland werd verliefd op haar tijdens zijn gevangenschap in Engeland (1406-1424). Er wordt beweerd dat ze de inspiratie was voor Jacobus' beroemde lang gedicht The Kings Quair, geschreven tijdens zijn gevangenschap nadat hij haar had gezien vanuit zijn venster in de tuin. De machtige Beauforts hadden druk gezet achter zijn vrijlating bij koning Hendrik IV zodat ze konden trouwen, echter bleek Jacobus I een handige gevangene voor de koning om zijn Schotse onderdanen onder dwang te houden en daarom stond Hendrik IV zijn borgsom niet toe. Ook zijn zoon Hendrik V van Engeland voelde er niet veel voor om Jacobus I vrij te laten, terwijl zijn vrouw Catharina er wel op stond. Pas na Hendriks dood werden er onderhandelingen opgestart en werd er besloten dat de kosten van de bruidsschat afgetrokken werden van de borgsom.
Op 2 februari 1424 trouwden Joan en Jacobus in de Southwark abdij. Ze werden daarna door haar oom kardinaal Hendrik Beaufort ontvangen in het Winchester paleis. Ze vergezelde haar man na zijn vrijlating uit gevangenschap terug naar Schotland, hetzelfde jaar. Toen bij zijn troonsbestijging in Scone, Jacobus door zijn Schotse edelen trouw beloofd werd, liet hij hen hetzelfde beloven aan zijn vrouw Joan. Als koningin ging ze vaak in discussie met haar man over degenen die dreigden te worden geëxecuteerd.

## Huwelijk en kinderen
Met Jacobus I kreeg ze de volgende kinderen:
- Margaretha Stuart, prinses van Schotland (1424-1445), huwde met prins Lodewijk, dauphin van Viennois (later koning Lodewijk XI van Frankrijk)
- Isabella Stuart, prinses van Schotland (1426-1494), huwde met Frans I van Bretagne
- Maria Stuart, gravin van Buchan (?-1465), huwde met Wolfert VI van Borselen
- Johanna van Schotland, gravin van Morton
- Alexander Stuart, hertog van Rothesay, (†1430) tweelingbroer van Jacobus.
- Jacobus II van Schotland (1430-1460)
- Annabella Stuart, prinses van Schotland, huwde eerst met Lodewijk van Genève en later met George Gordon, baron van Huntley.
- Eleanor Stuart, prinses van Schotland (1433-1484), huwde met Sigismund van Oostenrijk

Na de dood van Jacobus I, huwde ze nog met James Stewart, De Zwarte ridder van Lorne (1383-1451), ze kregen drie kinderen:
- John Stewart, 1ste baron van Atholl (1440-1512)
- James Stewart, 1ste baron van Buchan (1442-1499)
- Andrew Stewart, bisschop van Moray (ca.1443-1501)